# 吸血鬼 (ブレイド)
ここでは、マーベル・コミック刊行のアメリカンコミック作品であるブレイドや、同作の映画版等の関連作品に登場する吸血鬼（ヴァンパイア）について説明する。

## 概要
本作における吸血鬼（ヴァンパイア）は、人間社会の陰に隠れて存在する、人間の血を吸って餌食とする存在である。吸血鬼は通常の人間では太刀打ちできないほどの高い身体能力を持つが、その反面日光等といった弱点も有するため、主人公ブレイドの様なヴァンパイア・ハンターを相手に壮絶な戦いを繰り広げる。

## ハーフ・ヴァンパイア
主人公ブレイド、本名エリック・ブルックスが該当する吸血鬼の中でも特異な存在。出生前のエリックは本来普通の人間の胎児であったが、妊娠中の母親（後述の映画第1作ではヴァネッサ・ブルックスという名前がある）が吸血鬼に襲われた際に母を介して吸血鬼の特質が入り込んだ結果、出生した彼は吸血鬼と同様の身体能力を持ちつつも、人間にとって日光等といった吸血鬼の弱点が何ら悪影響を与えないのと同じように、これ等を弱点としない「ハーフ・ヴァンパイア」として生を受けた。そして彼は吸血鬼に襲われた末に死んだ母の復讐として吸血鬼と戦うヴァンパイア・ハンターとなり、なおかつ自身を「ブレイド」を名乗るようになる。しかし、吸血鬼の特性として吸血衝動に度々悩まされ、苦悩することにもなった。
映画版の設定では、第1作『ブレイド』におけるブレイドの相棒にして育ての親でありヴァンパイア・ハンターとしての師でもあるエイブラハム・ウィスラーの説明によると、母親が臨月の時にヴァンパイアに襲われた結果生まれたという特異な出生故に、ヴァンパイアの弱点である銀・ニンニク・紫外線は全く弱点とはならず、ウィスラーが制作した紫外線ライトの光をテスト中にブレイドに当てても、ヴァンパイアが火傷を負うのとは対照的に全くの無傷であった。また、身体能力や傷を負った時の再生能力もヴァンパイアと同様で、多少の傷も一晩経てばすっかり治るとされるが、身体の加齢は普通の人間と変わらない。なおブレイド自身はウィスラーと出会うまでこうした点を把握しておらず、ウィスラー曰く普通の人間とは異なる自分自身に「脅えていた」とのこと。
一方でヴァンパイアと同じく吸血衝動も存在するため、普段はガーリック・エッセンスといった材料から作った血清を投与することで本人の言うところの「血の渇き」を抑えている。ただし出血を伴う重傷を負って血を失った時だけはその反動で吸血衝動に苛まれるが、その反面吸血すれば一気に肉体を回復させることも可能であり、実際第1作では協力者である医師のカレン・ジェンソンの同意の元彼女から吸血して窮地を脱し、第2作『ブレイド2』でも大量の血液に満たされた血液漕に飛び込んで窮地を脱している。
なお第1作ではブレイドの「人間の母親」としてヴァネッサが登場するが、ブレイド本人は死んだと思っていた彼女は実際にはヴァンパイア化して生き延びており、ブレイドと敵対するヴァンパイアのディーコン・フロストの一味としてブレイドと再会するが、最終的にブレイドはフロストの悪事に加担していた彼女を倒す。なお、ヴァネッサがフロストの一味になっていたのは元を正せば、フロストこそがヴァネッサを襲ったヴァンパイア張本人であり、それ故フロストはブレイドの敵であるのと同時に「ヴァンパイアの父親」という複雑な関係であった。また、ヴァンパイアに噛まれてヴァンパイア化した「元人間のヴァンパイア」という点ではフロストもヴァネッサとは変わりが無く、それ故フロストを噛んでヴァンパイアへと変えたジターノ・ドラゴネッティはブレイドから見れば「ヴァンパイアの祖父」に当たる。
また、カレンはヴァンパイアの根源たる「ヴァンパイア・ウイルス」を、フロスト一味のクインに噛まれて自らが感染した状態から回復する目的も兼ねて研究した末にウイルスを死滅されてヴァンパイア化を止める薬を生み出し、それを投与した自分自身が完全に人間へと戻ったことで研究が成功したと考え、ブレイドにも彼を人間にするために薬を勧めるが、ヴァンパイアと戦う力を失いたくないブレイドからは断られた上で「もっと強い血清を作ってくれ」と頼まれた。その一方で第2作では、相変わらず血清を投与して吸血衝動を抑えるブレイドを彼と手を結んだ純血のヴァンパイアのニッサが「血清で衝動を抑えるから、ヴァンパイアじゃない？」と批判し、同時に自らのヴァンパイアとしての誇りを語るニッサに思うところのあったブレイドは血清を打つのを止めた。その直後の戦闘でブレイドは負傷したニッサを救うべく自らの体に傷を付け、流れる血をニッサに飲ませて彼女を救うが、この時は血清を打っていなかったためかニッサの体に異常は見られなかった。

## 映画版の吸血鬼
映画版のシリーズ3作では独自の設定や展開が存在する。なお、映画版では吸血鬼ではなく「ヴァンパイア」と表記されている（このため、映画版に関してはヴァンパイアの表記とする）。
第1作の『ブレイド』では、後の作品にも共通するヴァンパイアの基本的な特質が（視聴者に説明する意味も込めてわかりやすく）描かれている。ヴァンパイアは体内に存在するヴァンパイアの根源たる「ヴァンパイア・ウイルス」の作用によって人間以上の身体能力と再生能力を有し、数メートルの跳躍や自動車並みの速さでの走行（それでも時速100キロメートル台で走ることは不可能で、高速移動には車やバイクを使っている）を可能とし、全身に火傷を負っても死には至らず、腕を切り落とされても時間が経てば再び生えて元通りになる。また、身体の加齢も人間に比べて遅く、数十年経過しても若い容姿が保たれている。反面、銀やニンニク、紫外線への耐性は無く、まともに触れたりした場合は良くても肉体の一部に火傷を追ったり、あるいは欠損する上、これを利用した攻撃を急所に受けると絶命し、肉体全体が瞬時に燃焼して灰になってしまう。
またカレンがヴァンパイア・ウイルスを研究したことで、ウイルスの作用によってヴァンパイアは血液中のヘモグロビンが不足して人間でいうところの貧血となっており、これがヴァンパイアが人間の血を求めて吸血する衝動の根源となっているのが明かされている。
ヴァンパイアは大きく分けて、先述のフロストの様なヴァンパイアに噛まれてヴァンパイア化した「元人間のヴァンパイア」と、ヴァンパイアの親から誕生した「純血種のヴァンパイア」の2種類が存在し、劇中で登場するヴァンパイアのコミュニティではドラゴネッティをはじめとする純血種が「暗黒院の評議員」としてコミュニティ全体を統括し、元人間のヴァンパイアはその下に置かれている。なお、フロストに接触したカレンは彼がヴァンパイアになったきっかけであるドラゴネッティに噛まれた傷がそのまま残されているのを発見しており、元人間のヴァンパイアは優れた再生能力を得ても噛み傷だけが体に残されたままであることが判明した。